# Радіон Степан Микитович
Степан Микитович Радіон (англ. Stepan Radion, *24 липня 1912 на Волині — †14 липня 2007 Данденонґ, Вікторія, Австралія) — український журналіст, письменник, бібліограф, був заступником президента УММАН.
Член Об'єднання українських письменників «Слово», Спілки письменників України, член-кореспондент НТШ, дійсний член Української Могилянсько-Мазепинської Академії Наук, почесний доктор літератури університету Аризони (США), дійсний член Інституту Дослідів Волині, член Наукового Товариства ім. Шевченка в Австралії, член Асоціації австралійських письменників. З 1994 р. почесний професор Волинського держуніверситету ім. Лесі Українки.

## З біографії
Народ. 27 липня 1912 р. у с. Сильне Луцького повіту (Ківерцівського району) на Волині. Закінчив середню школу в м. Луцьку. Був активним діячем «Просвіти», перебував у еміграції у Кракові (1939–1941). У 1941 р. очолював районну управу Львівського уряду Ярослава Стецька в м. Олика. У роки Другої світової війни знову емігрував (1944), перебував у Німеччині.
У 1949 р. прибув до Австралії, поселився у м. Мельбурні, закінчив Австралійську школу журналістів (1954), став постійним автором часописів «Свобода», «Шлях перемоги», «Новий шлях», «Український голос». 
З 1976 довгий час був церковним старостою у Українській автокефальній православній церкві Успіння Пресвятої Богородиці у Балаклаві, районі Мельбурна.
Помер 14 липня 2007 р.

## Творчість
Автор нарисів, довідників, статей, рецензій про громадське життя української діаспори в Австралії. Співробітничав з Волинським бібліографічним центром.
Автор книжок «Новий похід» (1954), «Микола Береза» (1956), «Із прожовклих листків Австралії»
(1955), «Припадкова зустріч» (1983, 1991), «Словник українських дипломників в Австралії»
(1983), «Словник українських прізвищ в Австралії» (1981) та ін.
Окремі видання:
- Radion S. A Survey of History of the Shevchenko Scientific Society in Australia (1950—1975) (Нарис історії Наукового Товариства ім. Т. Шевченка в Австралі). — Мельбурн, НТШ Австралії, 1976. — 252 с. (англ.)
- Радіон С. Бібліографія. — Мельбурн: УММАН, 1987. — Ч. 6. − 100 с.
- Радіон С. Микола Береза. — Австралія: накладом Української висилкової книгарні, 1956. — 64 с.
- Радіон С. Новий похід. Шосте бойове завдання: Оповідання. — Аделаїда: Єдність, 1954. — 60 с.
- Радіон С. Припадкова зустріч. Збірка новел, оповідань, перекладів. — Мельбурн, 1991. — 150 с.
- Радіон С. Світ книжок — світ думок. Вид. 2-е. — Мельбурн: Спадщина, 1986. — 196 с.
- Радіон С. Історія Свято-Успінської парафії УАПЦ. Балаклава, нарис, 1988
- Радіон С. Старий Джо // Рідні голоси з далекого континенту: Твори сучасних українських письменників Австралії / Упоряд. та передм. А. Г. Михайленка. — К.: Веселка, 1993. — С. 165—170.
- Радіон С. Бібліографія творчости ентешівців Австралії. — Аделаїда: Наша мета, 1999. — 156 с. ISBN 0646307304